# فيونا جونسون (لاعبة هوكي الحقل)
فيونا جونسون (بالإنجليزية: Fiona Johnson) من مواليد 12 أبريل 1983 والمعروفة أيضًا باسمها زوجها فيونا كراولي، وهي لاعبة هوكي حقل أسترالية. تم اختيارها لتمثيل أستراليا في أولمبياد بكين عام 2008. أصيبت في أوتار الركبة اليسرى خلال مباراة إحماء ضد الصين وبالتالي لم تشارك في الألعاب. شاركت في دورة ألعاب الكومنولث 2010 وكانت جزءًا من الفريق الذي فاز بالميدالية الذهبية.

## روابط خارجية
- فيونا جونسون على موقع الاتحاد الدولي للهوكي (الإنجليزية)
- فيونا جونسون على موقع اللجنة الأولمبية الدولية (الإنجليزية)
- فيونا جونسون على موقع أوليمبيديا (الإنجليزية)
- فيونا جونسون على موقع اللجنة الأولمبية الأسترالية (الإنجليزية)
- فيونا جونسون على موقع اتحاد ألعاب الكومنولث (مؤرشف) (الإنجليزية)